# Élisabeth de Senneville
Pour les articles homonymes, voir Senneville.
Élisabeth de Senneville est une artiste française, créatrice de mode et techno-designer en textiles innovants, née le 16 octobre 1946

## Biographie
Après des débuts chez Christian Dior, Boutique Miss Dior en 1964 et au bureau de style du Printemps comme styliste femme et junior, Elisabeth de Senneville crée sa première collection à son nom en 1973 et organise un premier défilé un an plus tard. Influencée par plusieurs voyages en Chine à partir de la fin des années 1970, elle ouvre sa première boutique à Paris en 1976, rue Bouloi, à Paris et deux boutiques à Tokyo. En 1977, lors d'un voyage à New York, elle découvre le « computer art » et le « copy art », qui inspirent ses travaux. En 1979, ouverture de la boutique rue de Turbigo à la fois lieu d’expos, de happenings artistiques et de défilés de ses collections.
Les années 1980 sont celles de l'ouverture de la marque aux États-Unis, avec l'organisation de plusieurs défilés à New York (1980-1985) et l'ouverture de 50 corners dans les grands magasins américains Licence Murjani. Les années suivantes, elle ouvre de nombreuses boutiques à Paris. En 1989, on compte 300 points de vente en France, qu'il s'agisse de points de vente multimarques ou exclusifs.
À partir de 1990, Elisabeth de Senneville se concentre sur le prêt-à-porter pour enfants, avec l'ouverture de 30 boutiques Senneville-enfants à Paris, Bordeaux, Lyon et Reims. Elle collabore également avec Monoprix et lance la marque Senneville-deco.
Au début des années 2000, elle lance des lignes anti-pollution et anti-magnétique, puis noue des licences avec plusieurs marques dont Arc international (verres), l'Arche (chaussures) et Nissan Europe (bagage lumineux), France Telecom, Orange. En 2005, elle collabore avec Peugeot PSA pour concevoir un siège en matières futuristes. Elle crée un an plus tard une collection de rideaux anti-pollution pour Van Lathem.
Elle se définit comme une « techno designer » et s'inspire notamment de la peinture du XVIIIe siècle, du pop-art et aussi des chercheurs du MIT pour la mise au point de technologies du futur.

## Expositions
- En 1994 et 1995, deux expositions sont consacrées à son travail, au musée d'art et d'industrie de Roubaix et Musée de la mode de Marseille[3].
- En 2002, exposition au musée de Saint-Étienne[4].
- En 2006, exposition de 20 modèles pour Lille 3000, dans le cadre de l'exposition « Futurotextiles ».
- En 2013, le musée La Piscine, de Roubaix, lui consacre une exposition personnelle, intitulée « Arrêt sur image(s) », avec plus de 200 pièces textiles[5], une dizaine de vêtements et des objets.
- En 2019, exposition « Second square branché mode Senneville Innovation, vêtements intelligents » au Carreau du Temple à Paris
- Ventes aux enchères :
- 2016 : ARTCURIAL Fashion Arts Archives
- 2018 : Drouot digital collection[6],[7] Senneville Innovation
- 2019 : Drouot, Etude Gros & Delettrez, Vente Haute-Couture, Mode & Accessoires
- 2022-2023: “Années 80”, Mode, design et graphisme en France, au MAD, musée des Arts Décoratifs, Paris, du 13 octobre 2022 au 16 avril 2023 [8]

## Livre
- Une mode hors mode, éditions Plume et Musée d'art et d'industrie de Roubaix, 1994

## Prix et récompenses
- 2003. Prix de l'innovation du Comité du Luxe
- 2015.  Officier de l'ordre des Arts et des Lettres[9]
- 2018. Prix de la Prospective